# Mont Herard
Pour les articles homonymes, voir Hérard.
Le mont Herard, en anglais Mount Herard, est un sommet montagneux américain dans le comté de Saguache, au Colorado. Il culmine à 4 069 mètres d'altitude dans le chaînon Sangre de Cristo. Il est protégé au sein de la réserve nationale des Great Sand Dunes et de la Sangre de Cristo Wilderness.